# Göran Wahlenberg
Göran Wahlenberg (Kroppa, Condado de Värmland; 1 de octubre de 1780-Upsala, 22 de marzo de 1851) fue un botánico, pteridólogo, micólogo, algólogo y morfólogo sueco.

## Biografía
Ingresó en la Universidad de Upsala en 1792, recibiendo su doctorado de medicina en 1806, después, en 1814 docente en botánica y en 1829, profesor de Medicina y Botánica, sucediendo a Carl Peter Thunberg (1743-1828). Fue el último titular de esta cátedra, que había ocupado Linneo (1707-1778) un siglo antes, a su muerte en 1851, se subdividirá en varios profesorados, dado que se asignó la botánica a Elias Magnus Fries (1794-1878).
Wahlenberg trabaja principalmente sobre la distribución geográfica de las plantas y es el autor de numerosas publicaciones incluida la Flora lapponica (1812) así como de otros trabajos sobre la flora del extremo norte de Suecia.

## Obra
- «Geographisk och Economisk Beskrifning on Kemi Lappmark i Vesterbottens höfdingdöme.» Estocolmo, 78 pp. 1804
- «Tractatio anatomica de sedibus materiarum immediatarum in plantis.» 1806-07
- «Kamtschadalische Laub- und Lebemosse», Berlín. 1811
- Flora lapponica exhibens plantas geographice et botanice consideratas, in Lapponiis suecicis ... nec non Lapponiis norvegicis .... Ed. in taberna libraria scholae realis, 550 pp. 1812
- Flora Carpatorum principalium exhibens plantas in montibus Carpaticis inter flumina Waagum et Dunajetz, cui praemittitur tractatus de altitudine, vegetatione, temperatura et meteoris horum montium in genere. Gotinga, 408 pp. 1814
- Flora Upsaliensis enumerans plantas circa Upsaliam sponte crescentes. Enchiridion excursionibus studiosorum Upsaliensium accomodatum. Upsaliae, R. Acad. Typographorum, 495 pp. 1820
- Supplementum Florae lapponicae. Con Georgius Wahlenberg, Søren Christian Sommerfeldt. Ed. typis Borgianis et Gröndahliansis, 331 pp. 1826
- Flora suecica: enumerans plantas sueciæ indigenas, cum synopsi classium ordinumque, characteribus generum, differentiis specierum, synonymis citationibusque selectis, locis regionibusque natalibus, descriptionibus habitualibus nomina incolarum et qualitates plantarum illustrantibus: post Linnæum edita ..., vol. 1. Ed. 1.134 pp. 1831
- Georgii Wahlenberg de Vegetatione Et Climate in Helvetia Septentrionali Inter Flumina Rhenum Et Arolam Observatis Et Cum Summi Septentrionis Comparati. Reipreso por BiblioLife, 314 pp. ISBN 1294493701, ISBN 9781294493709 2014

## Honores

### Odonimia
- Wahlenbergfjorden: fiordo en Noruega

### Eponimia
Género
- Wahlenbergia Schrad. ex Roth, 1821, de la familia de las Campanulaceae, se le ha dedicado en su honor.

Especies
- (Alismataceae) Alisma wahlenbergii Holmb. ex Sam.[1]
- (Asteraceae) Gnaphalium wahlenbergii Sieber ex Steud.[2]
- (Brassicaceae) Arabis wahlenbergii Jord.[3]
- (Juncaceae) Luzula wahlenbergii Rupr.[4]
- (Orchidaceae) Gymnadenia wahlenbergii Afzel. ex Rchb.[5]
- (Ranunculaceae) Anemone wahlenbergii Szontagh ex Nyman[6]
- (Rosaceae) Rosa wahlenbergii Matsson[7]
- (Salicaceae) Salix wahlenbergii Andersson[8]
- (Saxifragaceae) Saxifraga wahlenbergii Ball[9]
- (Violaceae) Viola wahlenbergii Beurl. ex Nyman[10]